# Старосенная площадь
Старосенная площадь — площадь в Одессе, в историческом центре города, между железнодорожной станцией Одесса-Главная и Водопроводной улицей.

## История
Площадь устроена на месте бывшего рынка на окраине города.
Первое название площади, приблизительно с 1883 года, — Сенная.
С 1909 года — площадь Петра Великого.
С 1923 по 1995 годы — сквер 9-го января.
С 1995 года — Старосенной сквер и Старосенная площадь.
После реконструкции в 2016 году — торговая галерея и популярный парк семейного отдыха.

## Достопримечательности

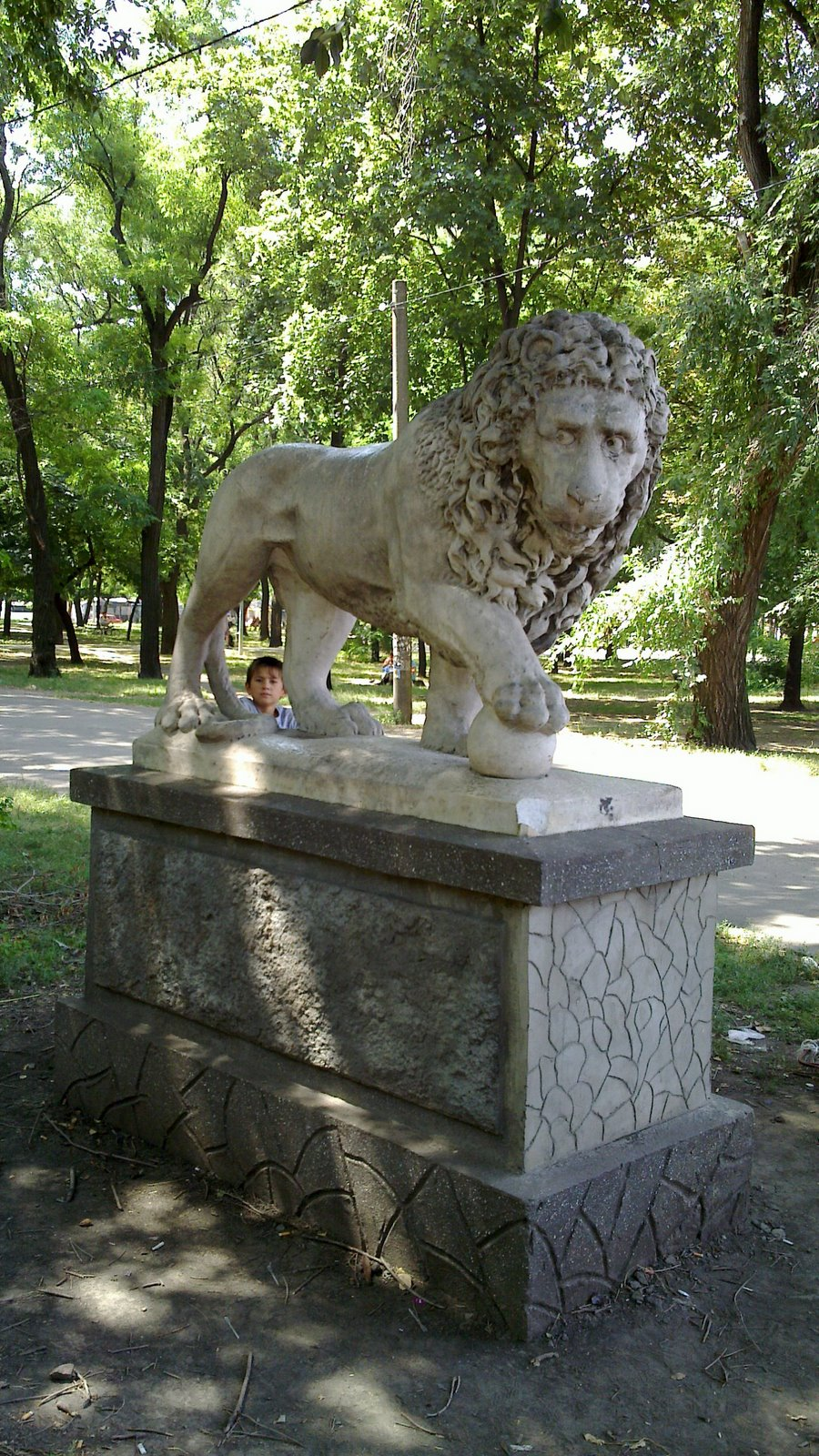
Лев Мормоне

Композиция «Львы» (скульптор Иосиф Мормоне)